# Foc d'artimon

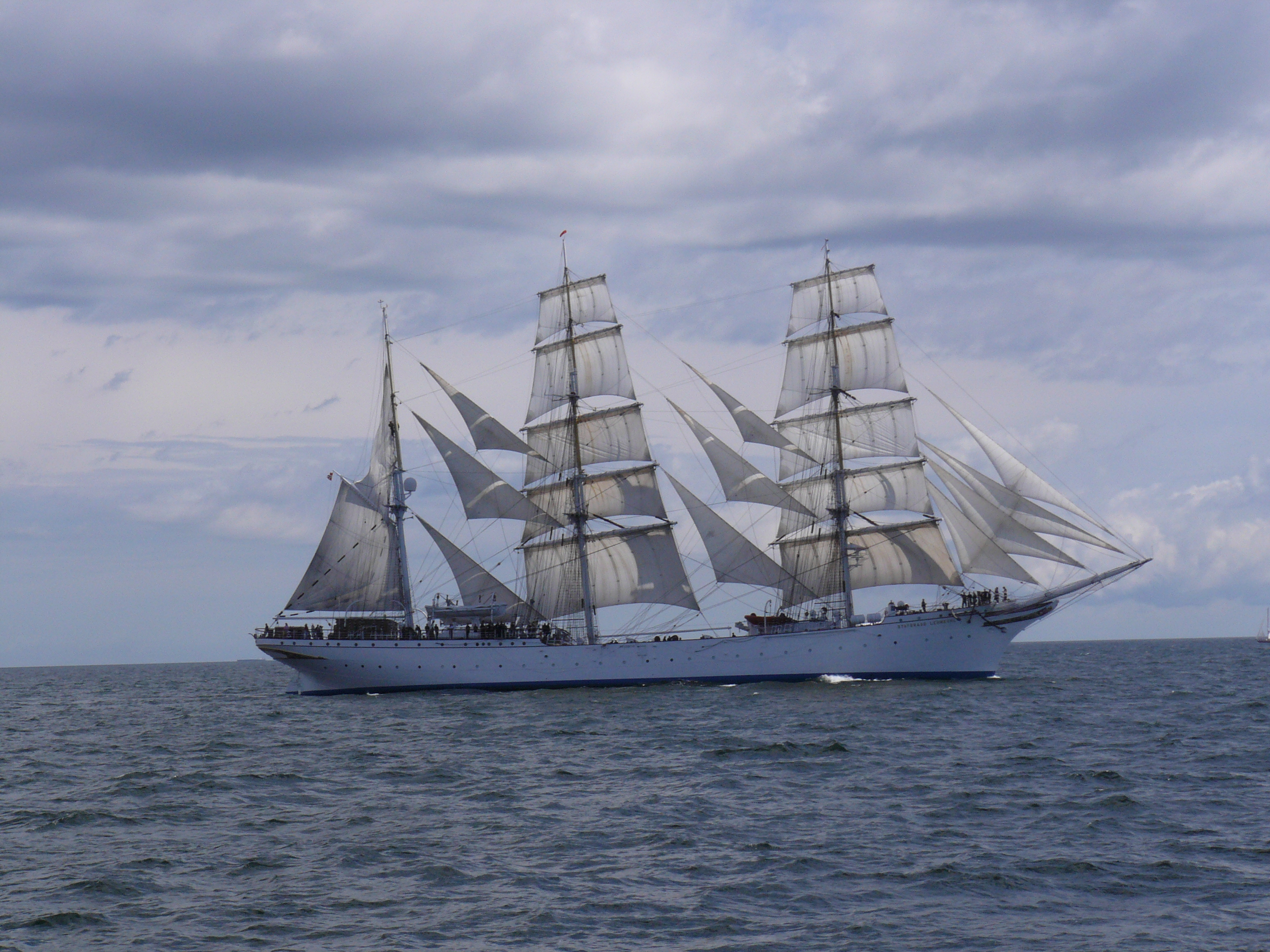
Le foc d'artimon du Christian Radich est la voile d'étai la plus basse entre les mâts arrieres du navire.

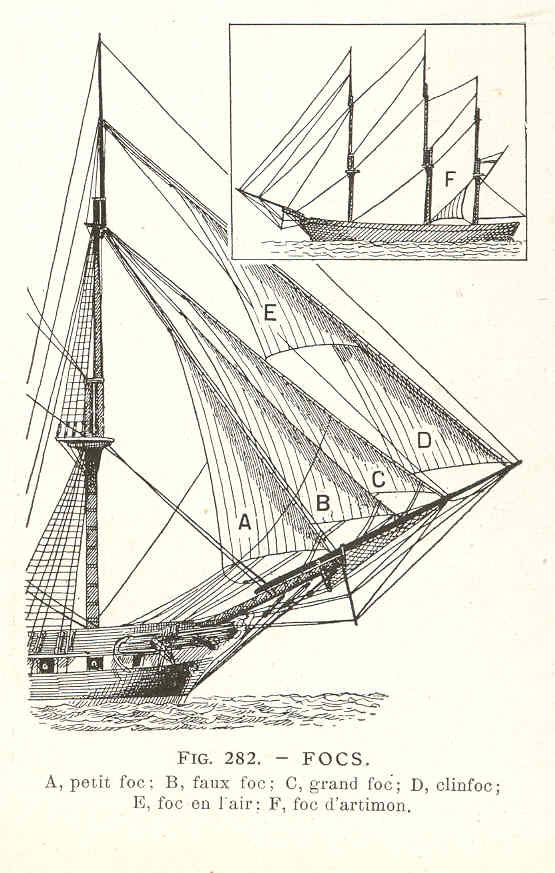
Le foc d'artimon (voile F)

Le foc d'artimon (mizzen staysail en anglais) ou voile d'étai d'artimon, est une voile d'étai basse à l'arrière d'un grand voilier entre le grand-mât et le mât d'artimon,, sur un trois-mâts.
La drisse de la voile (cordage servant à la manœuvre) et le sommet de sa draille partent du capelage du mât de hune sur le mât d'artimon (appelé perroquet de fougue),. Les points d'amure et d'écoute se situe au niveau du pont du navire.